# Cave-Syndrom
Das Cave-Syndrom (Cave= engl.: Höhle) oder Höhlen-Syndrom genannt ist eine sozioökonomische und psychische Folge der Covid-19-Pandemie. Es beschreibt den Zustand in dem Menschen trotz aufgehobener Kontaktbeschränkungen Sozialkontakte meiden und sich weiterhin freiwillig aus der Öffentlichkeit zurückziehen oder sich ganz isolieren.

## Zum Begriff
Der Begriff geht auf den US-amerikanischen Psychiater Alan Teo zurück. Die Bezeichnung“ Höhle” ist eine Anspielung auf den sozialen Rückzug in die eigene Wohnung. Bei dem sogenannten „Cave-Syndrom“ handelt es sich nicht um ein pathologisch von der Medizin oder Psychologie benannte Krankheitsdefinition, sondern viel mehr wurde der Begriff weitgehend medial geprägt.

## Ursache
Die Corona-Pandemie hatte zur Folge, dass viele Grundbedürfnisse so auch die sozialen Beziehungen eingeschränkt wurden. Grund hierfür war die gezielte Eindämmung des Virus. Infolgedessen kam es zum sozialen Rückzug, Vermeidung von Kontakten aus Angst der Ansteckungsgefahr und zur Gewöhnung an den isolierten Zustand, auch nach Beendigung der Restriktionen.

## Symptome
Laut einer Forschung der Goethe-Universität Frankfurt am Main ist das Cave-Syndrom keine psychische Störung. Es wird von einem „vorübergehenden Anpassungsmechanismus“ gesprochen, bei dem die Vermeidung der Sozialkontakte erlernt wurde. Das Rückzugsschema weist eine Ähnlichkeit zum Hikkomori auf. Als Folge können ein erhöhter Leidensdruck, Depressivität oder Burn-Out auftreten. Trotz Risiko an einer der Symptomatiken zu leiden, gaben 46 % einer Studie der American Psychological Association (APA) an, sich mit einer Wiederkehr in ihren Alltag unwohl zu fühlen, 49 % gaben an Probleme in zwischenmenschlichen Interaktionen zu befürchten.

## Behandlung
Zur Behandlung und Intervention wird die Positive Psychotherapie (Resilienzförderung und Ressourcenaktivierung) aufgegriffen. Bei Angststörungen, Anpassungsproblemen auf z. B.: Aufmerksamkeitstraining und Kognitive Umstrukturierung.